# 金関丈夫
金関 丈夫（かなせき たけお、1897年2月18日 - 1983年2月27日）は、日本の解剖学者、人類学者。

## 経歴
出生から修学期
1897年、香川県仲多度郡榎井村（現：琴平町）に生まれた。幼少期を四国で過ごしたが、小学6年の時に岡山に移った。松江中学校を経て、第三高等学校に進んだ。西洋文学や日本の古典文学に関心を持っていたが、父の反対もあり文系ではなく医学部進学を目指すようになった。1919年7月に卒業し、京都帝国大学医学部解剖学科に入学。1923年7月に卒業した。
解剖学研究者として
卒業後は、足立文太郎教授が率いる解剖学教室助手に採用された。足立は日本における軟部人類学の先駆け的な存在であり、その助手を務めつつ、足立の勧めにより同大学の病理学者清野謙次や文学部考古学教室の濱田耕作の指導も受けた。
1925年4月、同解剖学教室助教授に昇格。1930年9月に学位論文『琉球人の人類学的研究』を京都帝国大学に提出して医学博士号を取得した。
台湾赴任
1934年、台北医学専門学校教授となった(1936年に台北医学専門学校は台北帝国大学医学部に改組)。その1934年から1936年まで在外研究を命じられ、アジアや欧州をめぐり、パリの人類学研究所に留学。終戦後も中華民国国立台湾大学教授として台湾に留まり、1949年8月に引き揚げるまで教学にあたった。ちなみに、戦争中、金関丈夫の自宅は、米軍の空襲目標から外されていたと言われている。
引き揚げ後
1950年3月、九州大学医学部教授となった。1960年に九州大学を定年退官。同1960年4月からは鳥取大学医学部解剖学教室教授となり、1962年4月からは山口県立医科大学（現：山口大学医学部）教授を務めた。1964年4月に帝塚山大学教授に就任し、1979年まで人類学調査を継続的に行っていた。1983年、奈良県天理市で死去した。

## 受賞・栄典
- 1979年：「南島の人類学的研究の開拓と弥生人骨研究」の業績で朝日文化賞受賞。

## 研究内容・業績

### 人類学者として
- 弥生時代の人骨を発掘・調査し、佐賀県の三津永田遺跡や山口県の土井ヶ浜遺跡で200体余りの弥生人骨を新たに発見した。そして、それらの弥生人骨の形態が朝鮮半島で出土した新石器時代人骨に似ていることから、日本人には大陸由来の遺伝子が関わっているとして「渡来・混血説」を主張した[7][8]。縄文人が形を変えたとする「変形説」との間で論争を生み出した[8]。後年、遺伝子解析によって金関の正しさが立証された[8]。
- 人類学者として人骨標本の収集をした。そのため、後に琉球遺骨返還請求訴訟などが発生することになった[9]。自身も献体により標本となっている[8]。

### 随筆・小説
幼少の頃から文学好きであった。「山中源二郎」（やまなかげんじろう）名義で著述を行うこともあり、また「林熊生」(りんゆうせい)、蘇文石(そぶんせき)の筆名で小説やエッセイを残している。文芸誌『九州文学』にも長年にわたって寄稿していた。

## 家族・親族
- 父：金関喜三郎
- 弟：金関寿夫は英米文学者。
- 長男：金関毅も解剖学者。九州大学医学部教授。
- 次男：金関恕は考古学者。
- 孫：金関環はバイオリニスト。

## 著作
著書
- 『胡人の匂ひ』東都書籍(南方叢刊) 1943
- 『木馬と石牛 民族学の周辺』大雅書店 1955
  - 文庫化：岩波文庫
- 『発掘から推理する』朝日新聞社(朝日選書) 1975
  - 文庫化 岩波現代文庫
- 『日本民族の起源』法政大学出版局 1976
- 『南方文化誌』法政大学出版局 1977
- 『文芸博物誌』法政大学出版局 1978
- 『形質人類誌』法政大学出版局 1978
- 『琉球民俗誌』法政大学出版局 1978
- 『孤燈の夢』法政大学出版局 1979
- 『長屋大学』法政大学出版局 1980
- 『南の風 創作集』法政大学出版局 1980
- 『お月さまいくつ』[10]法政大学出版局 1980
- 『船中の殺人・龍山寺の曹老人』第1輯・第2輯 林熊生 ゆまに書房 2001

共著
- 『人類起源論』（清野謙次）[11]岡書院 1928
- 『羊頭窪』（三宅宗悦・水野清一）東亜考古学会 1943
- 『台湾考古誌』（国分直一）法政大学出版局 1979

記念論集
- 『日本民族と南方文化』金関丈夫博士古稀記念委員会編、平凡社 1968

## 資料
- 中橋孝博2023「金関丈夫・その軌跡」『解剖学雑誌』98,  73-74頁.全文(日本解剖学会)